# جان مينسيس
جان مينسيس (بالإسبانية: Jean Meneses)‏ (16 مارس 1993 في تشيلي - ) هو مدرب كرة قدم ولاعب كرة قدم تشيلي في مركز الهجوم. لعب مع سان لويس دي كويلوتا وأونيفرسيداد دي كونسيبسيون ‏.

## مسيرته الكروية
لعب جان مينسيس خلال مسيرته الاحترافية مع 3 أندية في أحد عشر موسمًا وسجل خلالها 42 هدفًا ضمن 221 مباراة. ولم يفز بأي موسم بالكأس أو بالدوري.
خاض جان مينسيس مسيرته مع سان لويس دي كويلوتا في موسم 2012 ليلعب معه خمسة مواسم، مشاركًا في 100 مباراة سجل خلالها 13 هدفًا. ثم انتقل إلى أونيفرسيداد دي كونسيبسيون ‏ في موسم 2015–16 ليلعب معه أربعة مواسم، حيث شارك في 71 مباراة سجل خلالها 18 هدفًا. لينتقل بعدها إلى نادي كلوب ليون في موسم 2018–19 ولمدة موسمين، مشاركًا في 50 مباراة سجل خلالها 11 هدفًا.

## وصلات خارجية
- جان مينسيس على موقع قاعدة بيانات كرة القدم.إي يو (الإنجليزية)
- جان مينسيس على موقع ناشيونال فوتبول تيمز (الإنجليزية)
- جان مينسيس على موقع Soccerway.com (الإنجليزية)
- جان مينسيس على موقع عالم كرة القدم.نت (الإنجليزية)
- جان مينسيس على موقع AS.com (الإسبانية)